# ريتشارد هاين
ريتشارد هاين (بالإنجليزية: Richard Hine) هو دراج أسترالي، ولد في 11 ديسمبر 1939.

## وصلات خارجية
- ريتشارد هاين على موقع أوليمبيديا (الإنجليزية)